# Asamblea Nacional de Sudáfrica
La Asamblea Nacional es la cámara baja del Parlamento de Sudáfrica, ubicada en Ciudad del Cabo, Provincia del Cabo Occidental. Se compone de cuatrocientos miembros que son elegidos cada cinco años utilizando un sistema de representación proporcional de listas de partidos en el que la mitad de los miembros se eligen proporcionalmente de 9 listas provinciales y la mitad restante de las listas nacionales para restablecer la proporcionalidad.
La Asamblea Nacional está dirigida por un presidente, asistido por un vicepresidente.